# Navata
Navata település Spanyolországban, Girona tartományban. Navata Cistella, Vilanant, Ordis, Pontós, Vilademuls, Cabanelles, Crespià és Lladó községekkel határos. Lakosainak száma 1469 fő (2024).

## Népesség
A település népessége az elmúlt években az alábbi módon változott:
| Lakosok száma | 465  | 1022 | 919  | 701  | 622  | 826  | 1128 | 1262 | 1381 | 1469 |
|               | 1717 | 1887 | 1936 | 1960 | 1986 | 2004 | 2009 | 2014 | 2019 | 2024 |